# Balázs Borbély
Balázs Borbély (* 2. října 1979, Dunajská Streda, Československo) je bývalý slovenský fotbalový záložník a reprezentant. Mimo Slovensko působil na klubové úrovni v Německu, Rumunsku a na Kypru. V letech 2004–2009 odehrál ve slovenském národním týmu 15 zápasů, gól nevstřelil.
Po skončení hráčské kariéry se dal na trenérskou dráhu.

## Klubová kariéra
S fotbalem začínal v DAC Dunajská Středa, kde si ho v roce 2000 vyhlédl klub FC Artmedia Petržalka. V jeho dresu dosáhl po pěti letech největšího úspěchu kariéry, když mužstvo přivedl jako kapitán až do skupinové fáze Ligy mistrů UEFA. V roce 2005 odešel do německého 1. FC Kaiserslautern, kde sa však kvůli zraněním a neshodám s trenérem nedokázal prosadit a tak se vrátil do Petržalky. 22. prosince 2007 podepsal smlouvu s rumunským klubem Politechnika Temešvár a počátkem roku 2010 přestoupil do kyperského AEL Limassol.

## Reprezentační kariéra
V A-mužstvu Slovenska debutoval 9. 7. 2004 v Hirošimě na turnaji Kirin Cup proti domácí reprezentaci Japonska (prohra 1:3). Celkem odehrál v letech 2004–2009 ve slovenském národním týmu 15 zápasů, gól nevstřelil.

### Reprezentační zápasy
Zápasy Balázse Borbélyho za A-mužstvo Slovenska
| Rok    | Zápasy | Góly |
| ------ | ------ | ---- |
| 2004   | 4      | 0    |
| 2005   | 0      | 0    |
| 2006   | 2      | 0    |
| 2007   | 4      | 0    |
| 2008   | 4      | 0    |
| 2009   | 1      | 0    |
| Celkem | 15     | 0    |